# Edewechterdamm
Edewechterdamm is een plaats in de Duitse gemeente Friesoythe, deelstaat Nedersaksen, en telt circa 860 inwoners (2019).

## Geschiedenis

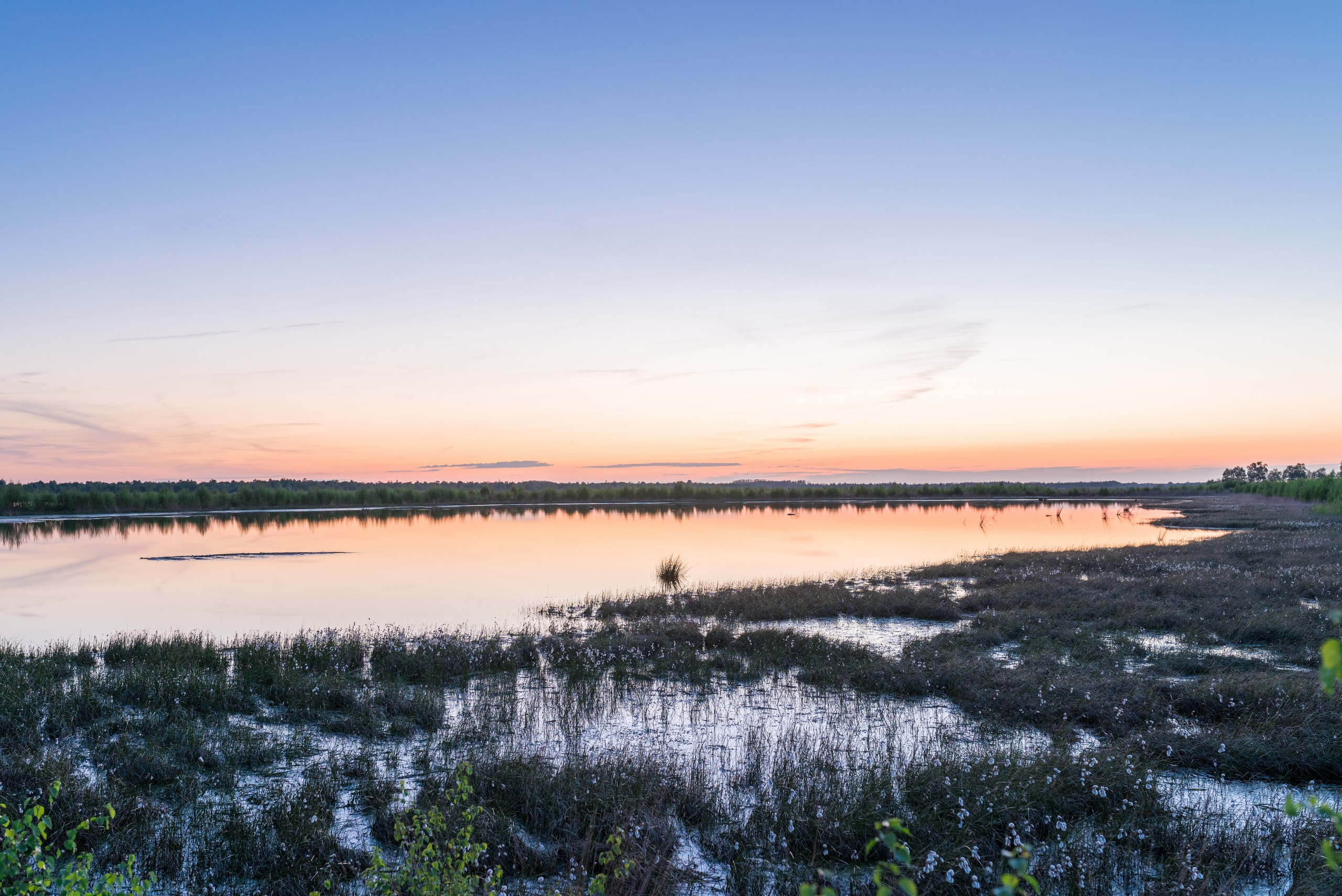
Het Vehnemoor

### Tot 1944
Edewechterdamm is ontstaan als een in 1815 aangelegde oversteekdam door het uitgestrekte hoogveengebied Vehnemoor tussen Friesoythe en het 15 km verder noord-noordoostelijk gelegen Edewecht. Van daar kon men verder noord- of oostwaarts naar o.a. Oldenburg, Bremen, Wilhelmshaven, Jever en Emden reizen. De dam was niet geschikt om te worden bereden door zware vrachtkarren. De postkoets Friesoythe-Edewecht v.v. die er tot 1920 overheen reed, mocht per rit slechts 6 passagiers meenemen.
Intussen was in 1893 het Küstenkanaal gereedgekomen. Ter plaatse werd een sluis met ophaalbrug over het -van een jaagpad voorziene- kanaal gebouwd. Het kanaal werd ook gebruikt voor de afvoer van in de venen gewonnen turf en er ontstond nabij de brug een veenkolonie. De boerderijen en woonhuizen langs de noordoever van het Küstenkanaal behoren overigens tot de buurgemeenten Saterland, Barßel en Edewecht.

### Slag om Edewechterdamm
In de nadagen van de Tweede Wereldoorlog, in april 1945, werd het Küstenkanaal ingericht als linie om de Noord-Duitse havensteden, met name Wilhelmshaven, te verdedigen tegen de vanuit Twente oprukkende Canadezen en andere geallieerde militairen. De brug bij Edewechterdamm werd opgeblazen, en Duitse militairen, onder wie Fallschirmjäger, parachutisten die tot de best getrainde militairen binnen de gehele krijgsmacht van Nazi-Duitsland behoorden, bemanden deze strategische, vestingachtige stelling. Op 15 april hadden de Canadezen Friesoythe veroverd en verwoest; het puin van de verwoeste huizen van die stad werd gebruikt om de in slechte staat verkerende weg naar Edewechterdamm provisorisch voor tanks en andere zware legervoertuigen begaanbaar te maken. Ook door bom- en granaatinslagen ontstane gaten in de weg werden op die manier opgevuld.
In de nacht van 16 op 17 april begon de slag om Edewechterdamm. Tweehonderd meter ten westen van de opgeblazen brug wisten soldaten van het Canadese Algonquin-Infanterieregiment door het kanaal over te zwemmen of te roeien een bruggenhoofd te vestigen aan de noordzijde van het Küstenkanaal, en op de 19e wisten genietroepen een voor tanks berijdbare brug over het kanaal te slaan. De hierbij geleverde zware gevechten kostten alleen al op de eerste dag 76 Duitse en 11 Canadese militairen het leven. Pas op 21 april waren de gevechten voorbij. De slag was van groot belang voor de verdere opmars der Canadezen: zij slaagden erin, verder via Edewecht en Bad Zwischenahn naar Wilhelmshaven op te rukken.
De bij deze slag gesneuvelde Canadezen zijn na de oorlog bijgezet op het Canadees Militair Kerkhof te Holten.

### Na de Tweede Wereldoorlog
Na de oorlog werd de weg van Friesoythe naar de kanaalbrug, evenals de brug over en de sluis in het Küstenkanaal, hersteld. De weg werd later op een brede zandbedding, waarvoor het onderliggende veen was weggegraven, heraangelegd. Langs deze weg groeide Edewechterdamm tot een langgerekt straatdorp, typisch voor een veenkolonie, verder uit. Nog tientallen jaren werd er veen afgegraven voor turfwinning en het creëren van nieuwe landbouwgrond.
In 1972 werd aan het kanaal, ten westen van het dorp, in diepe putten, die door veenafgraving waren ontstaan, een 140 hectare groot slibdepot aangelegd. Door de aanwezigheid van een niet-waterdoorlatende grondlaag onder de putten kon het slib niet naar de omgeving doorlekken. Tot 2005 werd hier slib uit de rioolwaterzuiveringsinstallaties van Bremen gedumpt. Alleen slib, dat eventueel hergebruikbaar was voor bemesting van akkerland, werd hier gedumpt. Nadat het storten van slib werd gestaakt, heeft dit gebied, dat gedeeltelijk onder water is blijven staan, zich spontaan tot een veelzijdig en soortenrijk natuurgebied ontwikkeld. Het maakt sinds 1999 deel uit van een 322 ha groot natuurreservaat „Ahrensdorfer Moor“. In dit natuurreservaat worden van tijd tot tijd door een gids geleide wandelingen georganiseerd.
- Virtual International Authority File: 239658582